# Cidaria deletaria
Cidaria deletaria är en fjärilsart som beskrevs av George Francis Hampson 1902. Cidaria deletaria ingår i släktet Cidaria och familjen mätare. Inga underarter finns listade i Catalogue of Life.